# 1975 en musique
| \| • Retour à la chronologie générale de la musique populaire • \| |
| XXIe siècle • XXe siècle • XIXe siècle • XVIIIe siècle XVIIe siècle • XVIe siècle • XVe siècle • XIVe siècle XIIIe siècle • XIIe siècle • XIe siècle • Xe siècle IXe siècle • VIIIe siècle • Haut Moyen Âge • Rome • Grèce |
| • Retour à la chronologie générale de la musique populaire • |

| • Retour à la chronologie générale de la musique populaire • |

| Années de la musique populaire : 1972 - 1973 - 1974 - 1975 - 1976 - 1977 - 1978    |
| Décennies de la musique populaire : 1940 - 1950 - 1960 - 1970 - 1980 - 1990 - 2000 |

Cet article présente les faits marquants de l'année 1975 en musique.

## Faits marquants

### En France
- 58 millions de singles[1] et 59 millions d'albums[2] sont vendus en France en 1975.
- Premiers succès de Chantal Goya (Adieu les jolis foulards) et William Sheller (Rock 'n' Dollars).
- Le premier titre de Renaud, Hexagone, est interdit d'antenne sur France Inter.
- Sylvie Vartan se produit au Palais des Congrès pendant un mois.
- Décès de Mike Brant et Joséphine Baker.

### Dans le monde
- Premiers succès de Bob Marley (No woman, no cry), Supertramp (Dreamer), Kiss (Rock & roll all nite), Boney M (Baby do you wanna bump) et George Benson (Supership).

## Disques sortis en 1975
- Albums sortis en 1975
- Singles sortis en 1975

## Succès de l'année en France (singles)

### Chansons classées Numéro 1
Cette liste présente, par ordre chronologique, tous les titres s'étant classés à la première place des ventes durant l'année 1975.
- Dave : Vanina
- Annie Cordy : La Bonne du curé
- Alain Barrière et Noëlle Cordier : Tu t'en vas
- Mike Brant : Dis-lui
- Joe Dassin : L'Été indien
- Chocolat's : Brasilia Carnaval
- Coluche : Le Schmilblick
- Jean-Claude Borelly : Dolannes mélodie
- Michel Sardou : Le France

### Chansons francophones
Cette liste présente, par ordre alphabétique, tous les titres francophones s'étant classés parmi les 10 premières places des ventes hebdomadaires durant l'année 1975.
- Alain Barrière & Noëlle Cordier : Tu t'en vas
- Annie Cordy : La Bonne du curé
- C. Jérôme : Baby boy
- Carlos : Señor météo
- Christophe : Les mots bleus
- Claude François : Le téléphone pleure
- Claude François : Toi et moi contre le monde entier
- Claude François : Le chanteur malheureux
- Coluche : Le Schmilblick
- Daniel Guichard : Je t’aime, tu vois
- Dave : Vanina
- Dave : Mon cœur est malade
- Dave : Dansez maintenant
- Dave : Du côté de chez Swann
- Frédéric François : Mal, tu me fais mal
- Frédéric François : Maintenant que tu es loin de moi
- Frédéric François : Chicago
- Gérard Lenorman : La Ballade des gens heureux
- Il était une fois : J'ai encore rêvé d'elle
- Joe Dassin : Si tu t'appelles Mélancolie
- Joe Dassin : L'Été indien
- Johnny Hallyday : La terre promise
- Johnny Hallyday : Hey lovely lady
- Laurent Rossi : Jolie baby blue
- Martin Circus : Ma-ry-lène
- Michel Delpech : Le chasseur
- Michel Fugain : Les Acadiens
- Michel Sardou : Une fille aux yeux clairs
- Michel Sardou : Un accident
- Michel Sardou : Le France
- Michèle Torr : Cette fille c'était moi
- Mike Brant : Qui pourra te dire
- Mike Brant : Dis-lui
- Mireille Mathieu : Tous les enfants chantent avec moi
- Nestor : A la pêche aux moules
- Nicolas Peyrac : Et mon père
- Nicole Croisille : Une femme avec toi
- Nicoletta : Glory alléluia
- Nino Ferrer : Le Sud
- Olivier Lejeune & Patrick Green : Et avec les oreilles, Mr le Président ?
- Pierre Perret : Le Zizi
- Ringo : Rossana
- Serge Lama : L’Algérie
- Sheila : Ne fais pas tanguer le bateau
- Sheila : C’est le cœur
- Sheila : Aimer avant de mourir
- Sheila : Quel tempérament de feu
- Stone et Charden : Comme le meunier fait son pain
- Sylvie Vartan : La drôle de fin
- Sylvie Vartan : Danse-la, chante-la
- Titi et Grosminet : Tout ce que je veux pour Noël

### Chansons non francophones
Cette liste présente, par ordre alphabétique, tous les titres non francophones s'étant classés parmi les 10 premières places des ventes hebdomadaires durant l'année 1975.
- 10cc : I'm Not in Love
- ABBA : I Do, I Do, I Do, I Do, I Do
- Afric Simone : Ramaya
- Anarchic System : Generation
- Billy Swan : I can help
- Bimbo Jet : La Balanga
- Black Blood : A.I.E
- Captain & Tennille : Love Will Keep Us Together
- Carl Douglas : Kung Fu Fighting
- Carl Douglas : Dance the Kung Fu
- Chocolat’s : Brasilia carnaval
- Esther Phillips : What a Diff'rence a Day Makes
- Jean-Claude Borelly : Dolannes mélodie
- Joe Dolan : Lady in blue
- Julio Iglesias : Manuela
- Gianni Nazzaro : Romanella
- Saint-Preux : Your hair
- Shirley & Company : Shame, shame, shame
- Teach-In : Ding-a-dong
- The Rubettes : Jukebox Jive
- The Rubettes : I can do it
- The Rubettes : Foe-dee-o-dee
- The Rubettes : Tonight
- Two Man Sound : Charlie Brown

## Succès de l'année en France (albums)
Cette liste présente, par ordre alphabétique, les albums sortis en 1975 ayant obtenu une certification Platine ou Diamant en France.

### Disques de diamant (plus d'un million de ventes)
- Pink Floyd : Wish you were here

### Disques de platine (plus de 300.000 ventes)
- Murray Head : Say It Ain't So
- Serge Lama : La vie lilas

## Succès internationaux de l’année
Cette liste présente, par ordre alphabétique, les trente titres et albums ayant eu le plus de succès dans les charts internationaux en 1975,.

### Singles
- 10cc : I'm Not in Love
- ABBA : SOS
- ABBA : I Do, I Do, I Do, I Do, I Do
- Barry Manilow : Mandy
- Barry White : You're the First, the Last, My Everything
- Bee Gees : Jive Talkin'
- Billy Swan : I Can Help
- Bob Marley : No Woman, No Cry
- Bruce Springsteen : Born to Run
- Captain & Tennille : Love Will Keep Us Together
- Carpenters : Please Mr. Postman
- David Bowie : Fame
- Eagles : One of These Nights
- Elton John : Philadelphia Freedom
- Elton John : Island Girl
- George Baker Selection : Paloma blanca
- Glen Campbell : Rhinestone Cowboy
- Gloria Gaynor : Never Can Say Goodbye
- KC & The Sunshine Band : That's the Way (I Like It)
- KC & The Sunshine Band : Get Down Tonight
- Jean-Claude Borelly : Dolannes mélodie
- Minnie Riperton : Lovin' You
- Morris Albert : Feelings
- Patti LaBelle : Lady Marmalade
- Rod Stewart : Sailing
- Shirley & Company : Shame, Shame, Shame
- Silver Convention : Fly Robin, Fly
- The Sweet : Fox on the Run
- Van McCoy : The Hustle
- Wings : Listen to What the Man Said

### Albums
- ABBA : ABBA
- Aerosmith : Toys in the attic
- America : History, Greatest hits
- Bachman-Turner Overdrive : Four wheel drive
- Bob Dylan : Blood on the Tracks
- Bob Dylan : The Basement Tapes
- Bruce Springsteen : Born to Run
- Cat Stevens : Greatest hits
- Chicago : Chicago IX, Greatest hits
- Eagles : One of These Nights
- Earth, Wind & Fire : That's the Way of the World
- Earth, Wind & Fire : Gratitude
- Elton John : Captain Fantastic and the Brown Dirt Cowboy
- Elton John : Rock of the Westies
- Fleetwood Mac : Fleetwood Mac
- Jefferson Starship : Red Octopus
- John Denver : Windsong
- John Denver : An evening with John Denver
- John Lennon : Rock'n Roll
- Kraftwerk : Autobahn
- Led Zeppelin : Physical Graffiti
- Patti Smith Group : Horses
- Paul Simon : Still crazy after all these years
- Pink Floyd : Wish you were here
- Queen : A night at the opera
- Rod Stewart : Atlantic Crossing
- Roger Whittaker : The very best of Roger Whittaker
- The Who : The Who by Numbers
- The Who : Tommy
- Wings : Venus & Mars

## Récompenses
- États-Unis : 18e cérémonie des Grammy Awards
- États-Unis : American Music Awards 1975 (en)
- Europe : Concours Eurovision de la chanson 1975

## Formations de groupes
- Groupe de musique formé en 1975

## Naissances
- 3 janvier : Thomas Bangalter, DJ et compositeur du groupe français Daft Punk.
- 6 janvier : Vincent Niclo, chanteur français.
- 15 janvier : 9th Wonder, compositeur et producteur de rap américain.
- 1er février : Big Boi, rappeur américain du groupe OutKast
- 4 février : Natalie Imbruglia, actrice et chanteuse australienne.
- 8 février : Olli Olé, chanteur allemand.
- 14 mars : Abd al Malik, rappeur, slameur, compositeur, écrivain et réalisateur français.
- 15 mars : will.i.am, DJ, musicien, compositeur, chanteur, producteur et acteur américain.
- 27 mars : Fergie, chanteuse de R'n'B américaine.
- 13 avril : Lou Bega, chanteur allemand.
- 8 mai : Enrique Iglesias, auteur-compositeur-interprète espagnol.
- 10 mai : Oldelaf, auteur-compositeur-interprète, musicien, humoriste et comédien français.
- 26 mai : Lauryn Hill, chanteuse américaine de rap et de Soul.
- 27 mai : Jadakiss, rappeur américain.
- 27 mai : André 3000, rappeur américain du groupe OutKast
- 29 mai : Mel B, chanteuse britannique des Spice Girls
- 1er juin : Dominique Lebeau, second batteur des Cowboys Fringants
- 4 juin : Julian Marley, musicien de reggae britannique.
- 23 juin : KT Tunstall, auteur-compositrice britannique.
- 2 juillet : Demon One, rappeur français.
- 6 juillet : 50 Cent, rappeur, producteur, acteur et compositeur américain.
- 9 juillet : Jack White, guitariste et chanteur du groupe de rock White Stripes, également membre des Raconteurs et des Dead Weather.
- 18 juillet : Daron Malakian, guitariste et compositeur du groupe System of a Down.
- 18 juillet : M.I.A., rappeuse britannique.
- 25 juillet : Tété, chanteur français.
- 2 septembre : Jill Janus (morte en 2018), chanteuse américaine de heavy metal.
- 9 septembre : Michael Bublé, chanteur canadien.
- 16 septembre : Sat, rappeur français, membre du groupe Fonky Family.
- 16 octobre : Christophe Maé, chanteur français.
- 5 novembre : Velvet, chanteuse suédoise.
- 7 novembre : Raphael, chanteur français.
- 2 décembre : Adel Kachermi, acteur et chanteur français, membre des 2 Be 3.
- ? : Faouzi Tarkhani, rappeur et auteur-compositeur franco-tunisien

## Décès
- 4 février : Louis Jordan, chanteur et musicien américain de Rhythm and blues.
- 10 février : Dave Alexander, bassiste du groupe de rock américain The Stooges.
- 16 mars : T-Bone Walker, guitariste, chanteur et compositeur de blues américain.
- 12 avril : Joséphine Baker, chanteuse, danseuse, meneuse de revue et actrice américaine, naturalisée française.
- 25 avril : Mike Brant, chanteur israélien francophone.
- 22 juin : Oscar Strok, compositeur et pianiste letton
- 29 juin : Tim Buckley, chanteur et auteur de chansons américain.
- 1er octobre : Al Jackson, Jr., batteur et percussionniste américain de musique soul, membre de Booker T. & the M.G.'s.
- 17 décembre : Hound Dog Taylor, chanteur et guitariste de blues américain.